# Ниша (река)
Ни́ша — река в Новгородской области, протекает по территории Новгородского и Крестецкого районов. Длина русла реки — 70 км, площадь водосборного бассейна — 601 км².
Берёт начало в ненаселённой болотистой местности в болоте Пырищское. В районе деревни Чавницы вливается в сеть мелких озёр, соединяющихся с озером Ильмень.
Среди многочисленных небольших притоков наиболее заметны четыре правые: Работка, Хотолька, Ольшанка, Крупица.
На берегах Ниши расположено 8 населённых пунктов (от истока к устью): деревни Княжий Бор, Подлитовье, Жадиново, Горка, Осташево, Заднево, Поводье, село Бронница и пгт Пролетарий.
В нижнем течении (в районе посёлка Бронница) река заметно расширяется и именуется уже Большой Нишей.
Река трижды пересекает федеральную автомагистраль «Россия» (М10, E 105 Москва — Санкт-Петербург).